# Brad Keselowski

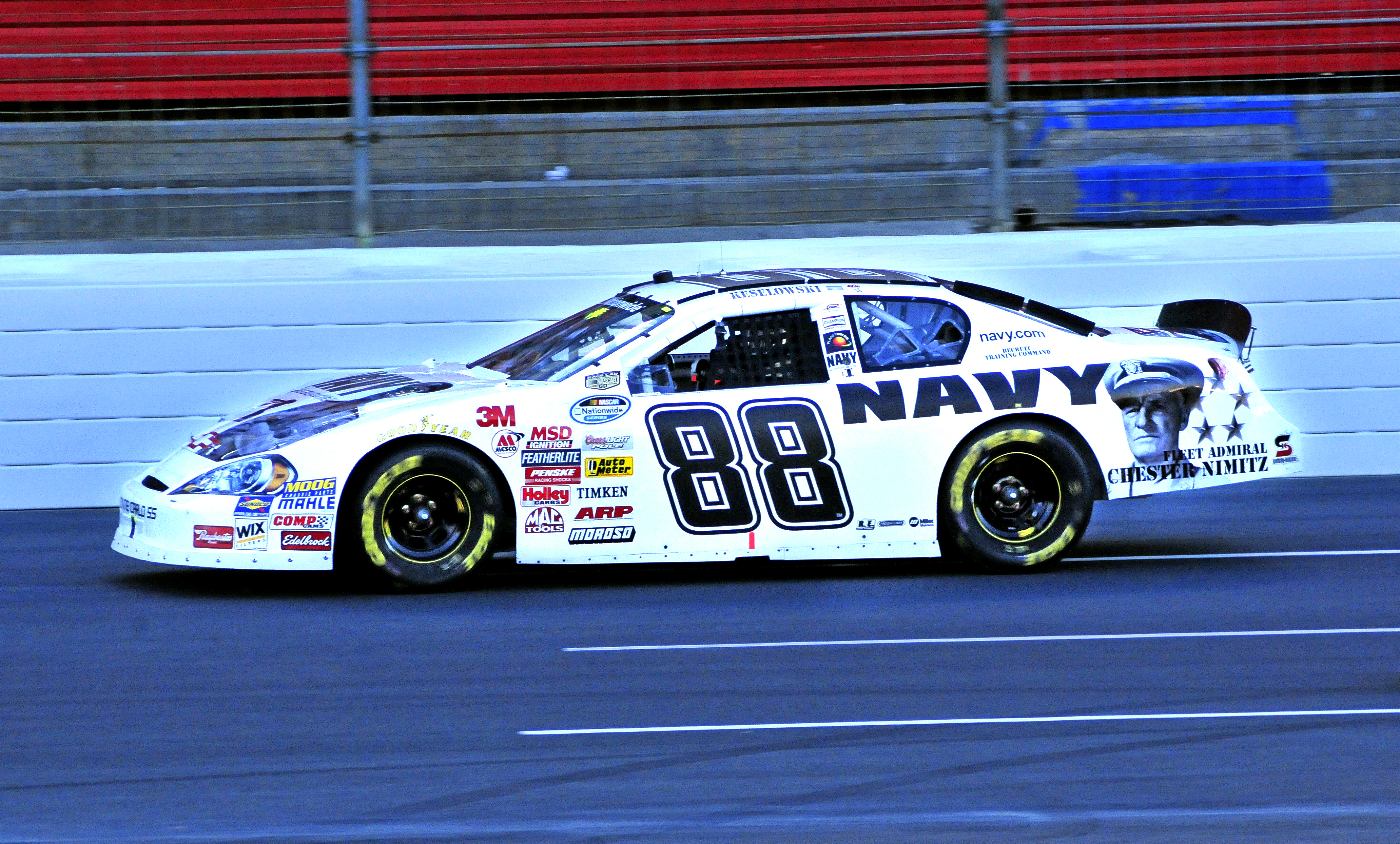
Keselowski op de Charlotte Motor Speedway in 2008.

Bradley 'Brad' Aaron Keselowski (Rochester Hills (Michigan), 12 februari 1984) is een Amerikaans autocoureur. Hij rijdt voor Roush Fenway Keselowski Racing in de NASCAR Cup Series en de NASCAR Xfinity Series. In 2010 won hij de Nationwide Series en in 2012 won hij het kampioenschap in de Sprint Cup.

## Carrière
Keselowski startte zijn carrière in de NASCAR in 2004 in de Craftsman Truck Series. In 2006 ging hij aan de slag in de toenmalige Busch Series. Zijn eerste overwinning in deze raceklasse kwam er in 2008 toen hij won op de Nashville Superspeedway. Hij won later dat jaar ook nog op de Bristol Motor Speedway en werd derde in de eindstand van het kampioenschap. In 2009 won hij vier keer, op de Dover International Speedway, de Iowa Speedway, de Michigan International Speedway en op Memphis Motorsports Park en werd voor de tweede keer op rij derde in het kampioenschap. In 2010 heeft hij na negen races twee overwinningen behaald, op de Talladega Superspeedway en de Richmond International Raceway.
In 2008 debuteerde hij in de NASCAR Sprint Cup, de hoogste klasse in de NASCAR. Hij won in 2009 de Aaron's 499 op de Talladega Superspeedway. In 2010 reed hij zijn eerste volledige seizoen in de Sprint Cup. Tijdens de Kobalt Tools 500 werd hij aangereden door Carl Edwards waardoor Keselowski's auto op spectaculaire wijze opsteeg en tegen de omheining belandde. Keselowski hield er geen verwondingen aan over en Edwards werd voorwaardelijk voor drie races geschorst. Keselowski won geen races in 2010 in de Sprint Cup. Hij won dat jaar met zes overwinningen de Nationwide Series voor Penske Racing. In 2011 won hij de STP 400 op de Kansas Speedway, de Good Sam RV Insurance 500 op de Pocono Raceway en de Irwin Tools Night Race op de Bristol Motor Speedway en werd hij vijfde in het kampioenschap.
In 2012 reed hij zijn derde volledige seizoen in de Sprint Cup. Hij won in het reguliere seizoen de Food City 500, de Aaron's 499 en de Quaker State 400. Tijdens de Chase for the Championship won hij de Geico 400 en de AAA 400 wat voldoende was om zijn eerste titel in de hoogste klasse van de NASCAR te behalen.

## Resultaten in de NASCAR Sprint Cup
Sprint Cup resultaten (aantal gereden races, polepositions, gewonnen races en positie in het kampioenschap)
| Jaar | Races | Polepositions | Overwinningen | Kampioenschap |
| ---- | ----- | ------------- | ------------- | ------------- |
| 2008 | 2     | 0             | 0             | 57e           |
| 2009 | 15    | 0             | 1             | 38e           |
| 2010 | 36    | 1             | 0             | 25e           |
| 2011 | 36    | 1             | 3             | 5e            |
| 2012 | 36    | 0             | 5             | 1e            |
| 2013 | 36    | 1             | 1             | 14e           |
| 2014 | 36    | 5             | 6             | 5e            |
| 2015 | 36    | 3             | 1             | 7e            |
| 2016 | 36    | 1             | 4             | 12e           |
| 2017 | 36    | 2             | 3             | 4e            |
| 2018 | 36    | 0             | 3             | 8e            |
| 2019 | 36    | 3             | 3             | 8e            |
| 2020 | 36    | 0             | 4             | 2e            |
| 2021 | 36    | 0             | 1             | 6e            |
| 2022 | 36    | 1             | 0             | 24e           |